# Berlești (okręg Gorj)
Berlești – wieś w Rumunii, w okręgu Gorj, w gminie Berlești. W 2011 roku liczyła 276 mieszkańców.